# Wallace & Gromit – Vergeltung mit Flügeln
Wallace & Gromit: Vergeltung mit Flügeln ist eine britische Claymation-Actionkomödie aus dem Jahr 2024, die von Aardman Animations und der BBC in Zusammenarbeit mit Netflix produziert und von Nick Park und Merlin Crossingham inszeniert wurde. Es ist der zweite abendfüllende Film der Wallace & Gromit-Filmreihe nach Wallace & Gromit – Auf der Jagd nach dem Riesenkaninchen (2005).

## Handlung
Der Erfinder Wallace konstruiert einen Roboter-Gartenzwerg namens Norbot und gründet ein Unternehmen, das diesen für die Arbeit in den Gärten der Umgebung vermietet. Sein Hund Gromit fühlt sich dadurch ausgeschlossen und ist besorgt über Wallaces Abhängigkeit von der Technik. Da sich Gromit durch Norbots lauten Aufladungsprozess in der Nacht in seinem Schlaf gestört fühlt, nimmt er ihn mit in den Keller und schließt ihn an einen Computer an, um ihn aufzuladen.
Währenddessen wird Feathers McGraw, der Meisterdieb-Pinguin und Hauptantagonist im Kurzfilm Wallace & Gromit – Die Techno-Hose (1993), der dort von Wallace und Gromit gefasst wurde, nachdem er den blauen Diamanten aus dem Stadtmuseum gestohlen hatte, nach Jahren aus dem Gefängnis entlassen und in einen Zoo gesperrt. Als er im Fernsehen von Norbot hört, hackt er sich in Wallaces Computer und programmiert Norbot um, damit er ihm dient und eine Armee von Gnomen erschafft. Während sie in Häusern in der ganzen Stadt arbeiten, stehlen die Gnome diverse Gegenstände. Chefinspektor Albert Mackintosh und seine neue Assistentin, Police Constable Mukherjee, kommen zu dem Schluss, dass Wallace dafür verantwortlich ist, und konfiszieren die meisten seiner Erfindungen, können die Gnome jedoch nicht ausfindig machen.
Gromit holt Wallaces Gnomenortungsgerät von der Polizeistation zurück und verfolgt die Gnome bis zum Zoo, wo er entdeckt, dass sie die gestohlenen Gegenstände verwendet haben, um ein U-Boot zu bauen, mit dem Feathers im Abwassernetz entkommen kann. Feathers entdeckt Gromit und lässt ihn von Norbot von dem Baum schneiden, in dem er sich versteckt. Gromit und Norbot fallen zu Boden, doch der Aufprall setzt Norbot auf seine ursprünglichen Einstellungen zurück.
Gromit geht ins Museum, wo der blaue Diamant wieder ausgestellt wird, allerdings wurde er durch eine Rübe ersetzt. In einer Rückblende erfährt man, dass Feathers McGraw den echten Diamanten in Wallaces alter Teekanne versteckt hatte, als er erwischt wurde. Gromit kehrt nach Hause zurück, aber er und Wallace werden von den Gnomen gefangen genommen. Feathers holt den Diamanten aus der Teekanne und sperrt Wallace und Gromit in einen Schrank.
Wallace und Gromit benutzen einen Laubbläser, um mit Norbot zu fliehen. Sie verfolgen Feathers auf Narrowboats einen Kanal hinunter, während Mackintosh, der nichts von Feathers’ Flucht weiß, und Mukherjee, die immer noch an Wallaces Unschuld glaubt, sie auf einem Fahrrad verfolgen; eines der Narrowboats gehört zufällig Mackintosh. Wallace erfindet eine Maschine, die Stiefel, die ebenfalls Mackintosh gehören, auf die Gnome schleudert und sie so zurückdrängt. Gromit springt an Bord von Feathers’ Boot, doch als Feathers sieht, dass die Polizei den Kanal blockiert hat, steuert er von einem Aquädukt ab. Als das Boot über die Kante schwankt, überredet Wallace Gromit, Feathers die Tasche mit dem Diamanten zu übergeben. Feathers springt vom Boot, das hinunterstürzt, doch Gromit wird von Norbot und den anderen Gnomen gerettet.
Feathers flieht mit dem Zug nach Yorkshire, entdeckt aber, dass Gromit ebenfalls den Diamanten durch eine Rübe ersetzt hat. Mackintosh lobt Mukherjee dafür, dass sie ihren Instinkten vertraut hat, und zieht sich aus dem Polizeidienst zurück, wobei er ihr die Fackel übergibt. Wallace widmet sich wieder dem Erfinden und sieht ein, dass Maschinen die menschliche Berührung nicht ersetzen können, und Gromit nimmt Norbot in sein Zuhause auf.

## Produktion
Schon während der Arbeit am ersten Teil Wallace & Gromit – Auf der Jagd nach dem Riesenkaninchen kam es zwischen Aardman Animations und DreamWorks Animation zu Meinungsverschiedenheiten, wie etwa den ständige Forderungen seitens Dreamworks, Anspielungen auf die britische Popkultur zu ändern, um das US-amerikanische Publikum mehr anzusprechen. Dies und auch das Ende der Zusammenarbeit von Aardman und DreamWorks nach dem schlechten Einspielergebnis der letzten gemeinsamen Produktion Flutsch und weg (2006) hielt Nick Park jahrelang davon ab, einen weiteren Spielfilm mit Wallace & Gromit zu produzieren, wobei Peter Lord bemerkte, dass Park das „Halbstundenformat“ bevorzugte.
Im Januar 2022 wurde wider Erwarten doch ein neuer Spielfilm mit Wallace & Gromit angekündigt. Die Regie übernahmen Park und Merlin Crossingham nach einem Drehbuch von Mark Burton, während Claire Jennings als Produzentin angekündigt wurde. Park hatte den Film ursprünglich als einen weiteren halbstündigen Kurzfilm konzipiert, der schließlich zu einem Spielfilm ausgebaut wurde. Die Fabrik, in der die von Aardman verwendete Modelliermasse hergestellt wurde, wurde im März 2023 geschlossen. Aardman kaufte jedoch genug restliche Modelliermasse, die für den neuen Film ausreichte. Der Daily Telegraph berichtete, dass das Studio möglicherweise keine weiteren Filme produzieren könne, aber Aardman veröffentlichte daraufhin eine Erklärung, in der es klarstellte, dass es einen neuen Lieferanten finden werde.
Park sagte außerdem, dass Vergeltung mit Flügeln nicht der letzte Wallace & Gromit-Film sein werde, und dass es „immer Ideen gibt, über die es sich nachzudenken lohnt“.
Der Titel des Films wurde am 6. Juni 2024 bekannt gegeben, zusammen mit der Enthüllung, dass Feathers McGraw, der Antagonist aus Wallace & Gromit – Die Techno-Hose (1993), zurückkehren würde. Zu dieser Zeit wurde bekannt gegeben, dass Richard Beek Claire Jennings als Produzent ersetzt hatte, obwohl Jennings weiterhin als beratende Produzentin genannt werden würde.

## Musik
Die Filmmusik wurde von Lorne Balfe und dem Serienkomponisten Julian Nott komponiert, die bereits 2005 für Auf der Jagd nach dem Riesenkaninchen zusammengearbeitet hatten. Weiterhin sind die Walzer-Serenade By the Sleepy Lagoon von Eric Coates und das Lied Born Free von Matt Monro aus dem Film Frei geboren – Königin der Wildnis (1966), sowie die Toccata und Fuge in d-Moll von Johann Sebastian Bach zu hören.

## Veröffentlichung
Vergeltung mit Flügeln feierte seine weltweite Premiere am Abschlusstag des AFI Festivals am 27. Oktober 2024 im TCL Chinese Theatre in Hollywood, mit einem begrenzten Kinostart am 18. Dezember 2024. Der Film wurde im Vereinigten Königreich am 25. Dezember 2024 auf BBC One ausgestrahlt und am 3. Januar 2025 weltweit auf Netflix veröffentlicht. Um den Film zu promoten, gab die BBC außerdem drei Wallace-&-Gromit-Trailer für BBC One in Auftrag, die während der Weihnachtszeit ausgestrahlt wurden.

## Synchronisation
Die deutsche Synchronisation entstand bei der FFS Film- & Fernseh-Synchron GmbH, unter der Dialogregie und nach einem Dialogbuch von Christian Gundlach.
| Rolle                      | Originalsprecher | Deutsche Sprecher  |
| -------------------------- | ---------------- | ------------------ |
| Wallace                    | Ben Whitehead    | Peter Kirchberger  |
| Chief Inspector Mackintosh | Peter Kay        | Stefan Staudinger  |
| Norbot                     | Reece Shearsmith | Gerald Schaale     |
| PC Mukherjee               | Lauren Patel     | Anni C. Salander   |
| Onya Doorstep              | Diane Morgan     | Heide Domanowski   |
| Nachbarin                  | unbekannt        | Christin Marquitan |
| Anton Deck                 | Muzz Khan        | Gerrit Schmidt-Foß |

## Kritik
Auf Rotten Tomatoes sind 100 % der 127 Kritiken positiv, mit einer durchschnittlichen Bewertung von 8,3/10. Der Konsens der Website lautet: „Tröstend wie Käse und Cracker, mit ein paar sanften Sticheleien moderner Technologie obendrauf, belebt Vengeance Most Fowl dieses liebenswerte Paar mit all seinem Charme wieder.“ Metacritic, das einen gewichteten Durchschnitt verwendet, bewertete den Film mit 83 von 100 Punkten, basierend auf 31 Kritikern, was auf „allgemeine Anerkennung“ hinweist.
In The Guardian bezeichnete Stuart Heritage den Film als „triumphierende Rückkehr“. Er meinte, der Film „leidet am Ende ein wenig, teilweise wegen der längeren Laufzeit, die ihn weniger dicht mit Witzen und Erfindungen gefüllt macht, als wir es gewohnt sind. Er ist auch ein bisschen zu geschwätzig, was dem Paar die leichte internationale Anziehungskraft raubt, die sie hatten, als ihre Dialoge dürftig gehalten wurden.“ Im Irish Independent lobte Vicky Jessop die Nebenhandlung und den Ton.

## Auszeichnungen und Nominierungen
- 2025: Capri Hollywood International Film Festival in der Kategorie Bester Animationsfilm
- 2025: BAFTA Award als Bester Animationsfilm
- 2025: BAFTA Award als Bester Kinder- und Familienfilm
- 2025: Nominierung für BAFTA Award als Bester britischer Film

## Trivia
- Zu Beginn des Films sieht man Feathers McGraw in seiner Gefängniszelle Klimmzüge machen, ähnlich wie der von Robert De Niro dargestellte Charakter Max Cady im Film Kap der Angst (1991). In seiner Zelle verdeckt außerdem ein Poster einen lockeren Ziegelstein, was auf einen möglichen Ausbruchsversuch von McGraw in der Vergangenheit hinweisen könnte. Dies ist eine Anspielung auf Die Verurteilten (1994).
- Als Gromit die kriminellen Aktivitäten von Feathers McGraw im örtlichen Zoo untersucht, sieht er aus der Ferne, wie sich McGraw in einem schwarzen Drehstuhl zur Kamera dreht und ein weißes Robbenbaby streichelt. Diese Aufnahme von Feathers ist eine Anspielung auf Ernst Stavro Blofeld, den bekannten Widersacher von James Bond aus der 007-Filmreihe.
- Die Orgel, auf der Feathers McGraw im U-Boot der Zwerge spielt, ist eine Anspielung auf Jules Vernes Roman 20.000 Meilen unter dem Meer. Die Nautilus, das U-Boot des Roman-Protagonisten Kapitän Nemo, verfügt ebenfalls über eine Orgel.
- Der Name des Nachrichtensprechers von Up North News, Anton Deck, spielt auf die beliebten britischen Moderatoren Ant & Dec an.
- Als Chief Inspector Mackintosh und Police Constable Mukherjee Wallace in seinem Haus wegen der Einbruchsserie der Norbots verhören, sieht man neben der Eingangstür einen Mantel und einen Tweedhut hängen. Dies ist das Outfit, das traditionell von der von Peter Sallis dargestellten Figur Norman Clegg, auch bekannt als Cleggy, in der britischen Serie Last of the Summer Wine getragen wird, der am längsten laufenden Sitcom der Welt. Sallis lieh der Figur Wallace seit dem Kurzfilm Wallace & Gromit – Alles Käse (1989) bis zu seinem Tod im Jahr 2017 seine Stimme.
- Im Film haben zwei Charaktere aus anderen Aardman-Franchises jeweils einen Cameo-Auftritt: während Wallace bei der Verfolgungsjagd mit Feathers McGraw nach Gromit sucht, überfährt er beinahe den Farmer aus Shaun das Schaf. In der Polizeistation sieht man außerdem ein Fahndungsplakat mit einem Bild von Mrs. Tweedy, der Antagonistin der Filme Chicken Run – Hennen rennen (2000) und Chicken Run: Operation Nugget (2023).
- Im Abspann sind Parodien von berühmten Gemälden wie Der Schrei von Edvard Munch und Arrangement in Grau und Schwarz: Porträt der Mutter des Künstlers von James McNeill Whistler zu sehen.